# Liste de canulars d'ovnis
Plusieurs observations d'ovnis se sont en fait révélées être des canulars. L'article qui suit en dresse la liste.

## Canulars antérieurs aux ovnis
- Le 1er avril 1897, deux habitants d'Omaha (Nebraska) lancèrent un ballon d'hélium avec une nacelle enflammée[1].
- Le 17 avril 1897, le Dallas Morning News rapporte que l'après-midi précédent trois hommes avaient fabriqué un « mystérieux dirigeable » en trempant une boulette de coton dans le kérosène et en l'attachant à la patte d'un vautour. Quand ils lâchèrent le vautour, les témoins des lumières crièrent : « Regarde, c'est le dirigeable fantôme ! ». Le canular fut démasqué quand l'oiseau atterrit sur le toit du lycée local et que la boulette de coton mit le feu à l'école[2].
- Le 17 avril 1897, le journal de la ville d'Aurora (Texas) annonça qu'un dirigeable fantôme s'était écrasé sur le moulin à vent du juge Proctor et qu'un cadavre d'extraterrestre avait été inhumé dans le cimetière de la ville. Des proches des instigateurs de ce canular donnèrent une interview au Time pour expliquer les raisons de cette blague, à savoir la volonté d'attirer l'attention sur la ville, qui était en déclin et menaçait de disparaître à cause de l'abandon d'un projet de voie ferrée[3].

## Canulars avérés

### Canulars avoués par leurs auteurs ou leurs proches

#### Incident de l'île Maury (1947)
L'incident de l'île Maury est un canular monté autour de la prétendue observation de soucoupes volantes qui serait survenue en juin 1947 près de l'île Maury, dans le Puget Sound (État de Washington). Les scories brûlantes tombées d'une soucoupe en difficulté s'avérèrent être de l'aluminium provenant d'une fonderie locale.

#### L'affaire de Belesta (1954)
Cette affaire, survenue le 16 octobre 1954 à Bélesta durant la vague d'observations de l'automne 1954, était considéré comme un « classique de l'ufologie », jusqu'à ce que les auteurs, 55 ans après les faits, avouent la supercherie. La Dépêche du Midi y avait consacré un long article qui parlait « de boules lumineuses évoluant durant une demi-heure en une ronde magique ». Des dizaines de témoins tombèrent dans le panneau. « J'ai pensé qu'après 55 ans, il y avait prescription, que le temps était venu de dire haut et clair la vérité », dira l'un des auteurs du canular. « Cette affaire, c'est un amusement de jeunes. Avec tous mes copains de Bélesta, nous étions une demi-douzaine, on s'ennuyait ferme ce samedi soir-là. Dans les journaux, à la radio, on ne parlait que d'Ovni. Alors on s'est dit : ils en veulent, on va leur en offrir ! », explique René Lagarde. Cinquante-cinq ans plus tard, les auteurs (Jean et André Sibra, René Lagarde, Gérard Pibouleau, Gérard Coléra) en rient encore. Le faux engin a été fabriqué à partir d'une fourche de vélo, un guidon, une roue et des lampes électriques puissantes fixées sur la structure.

#### La photo de l'île de la Trinité (1958)

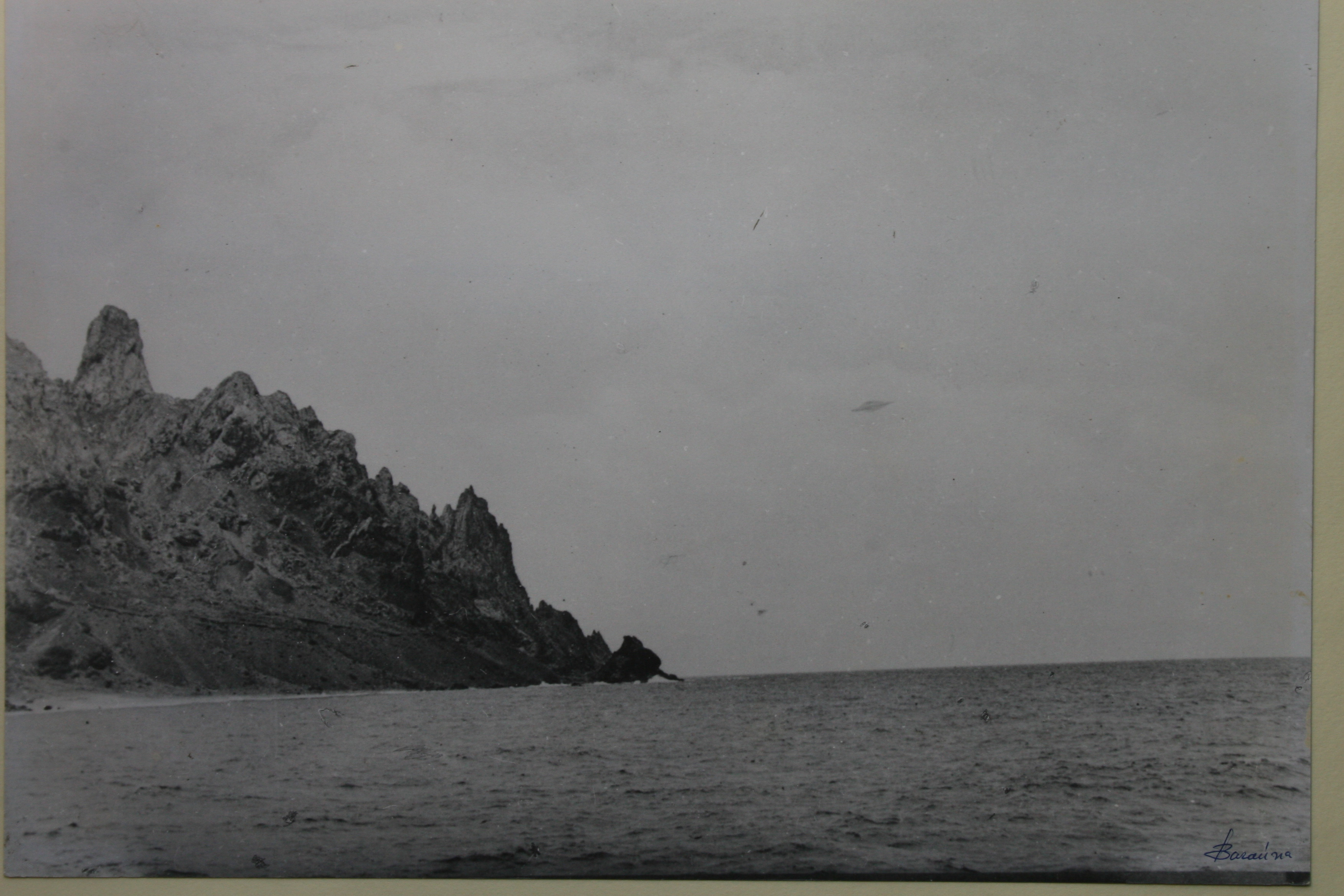
La photo truquée de l'ile de la Trinité par Almiro Baraúna, en 1958.

Il s'agit d'une photographie prise par un expert en trucages photographiques au large de l'île de la Trinité dans les  Antilles. Le photographe, Almiro Baraúna, est connu pour ses récits humoristiques comme cet article publié dans un magazine sous le titre « Une soucoupe volante m'a pourchassé chez moi » et agrémenté de faux documents.
Le dimanche 15 août 2010, Emília Bittencourt, nièce de Baraúna, déclara avoir entendu ce dernier avouer en privé le canular : « Il a pris deux cuillères à soupe, les a jointes, et a fait une navette spatiale et utilisé comme toile de fond le réfrigérateur de la maison. Il a photographié devant la porte du réfrigérateur un objet avec un éclairage parfait, car il a tout calculé et n'était pas un imbécile. Il a beaucoup ri. ».

#### L'affaire de Beert (1975)
En novembre 1975, à Beert, cinq personnes déposèrent à la rédaction d'un journal belge néerlandophone une photographie de ce qu'ils appelèrent l'affaire du siècle. Le journal publia la photo avec un article demandant s'il y avait des témoins. La rédaction fut assaillie de coups de fils de personnes qui jurèrent avoir vu exactement le même objet. Ce fut une mini-vague d'ovnis. Au bout de quelques jours, les cinq personnes reconnurent que le cliché était un faux. L'expérience montre qu'à partir d'un faux cas (ici un canular), on peut engendrer d'autres témoignages tout aussi faux par la simple contagion psychologique. Les croyants crièrent au scandale mais sans pouvoir invalider la justesse de la démonstration.

#### L'affaire de Cergy-Pontoise (1979)
Trois jeunes Français prétendirent que l'un d'eux avait été enlevé par des extraterrestres à Cergy-Pontoise. Trois ans plus tard, un des trois jeunes, Jean-Pierre Prévost, déclara : « J'affirme que l'affaire de Cergy-Pontoise est bidon du début à la fin. J'en suis le seul responsable. C'est moi qui ai tout organisé, tout monté. Je peux le prouver. Franck Fontaine a passé les huit jours de sa disparition dans l'appartement d'un ami, à Pontoise ; c'est moi qui l'y ai conduit, et c'est moi qui l'ai ramené. Comment peut-on imaginer des extraterrestres venant enlever un guignol. »,

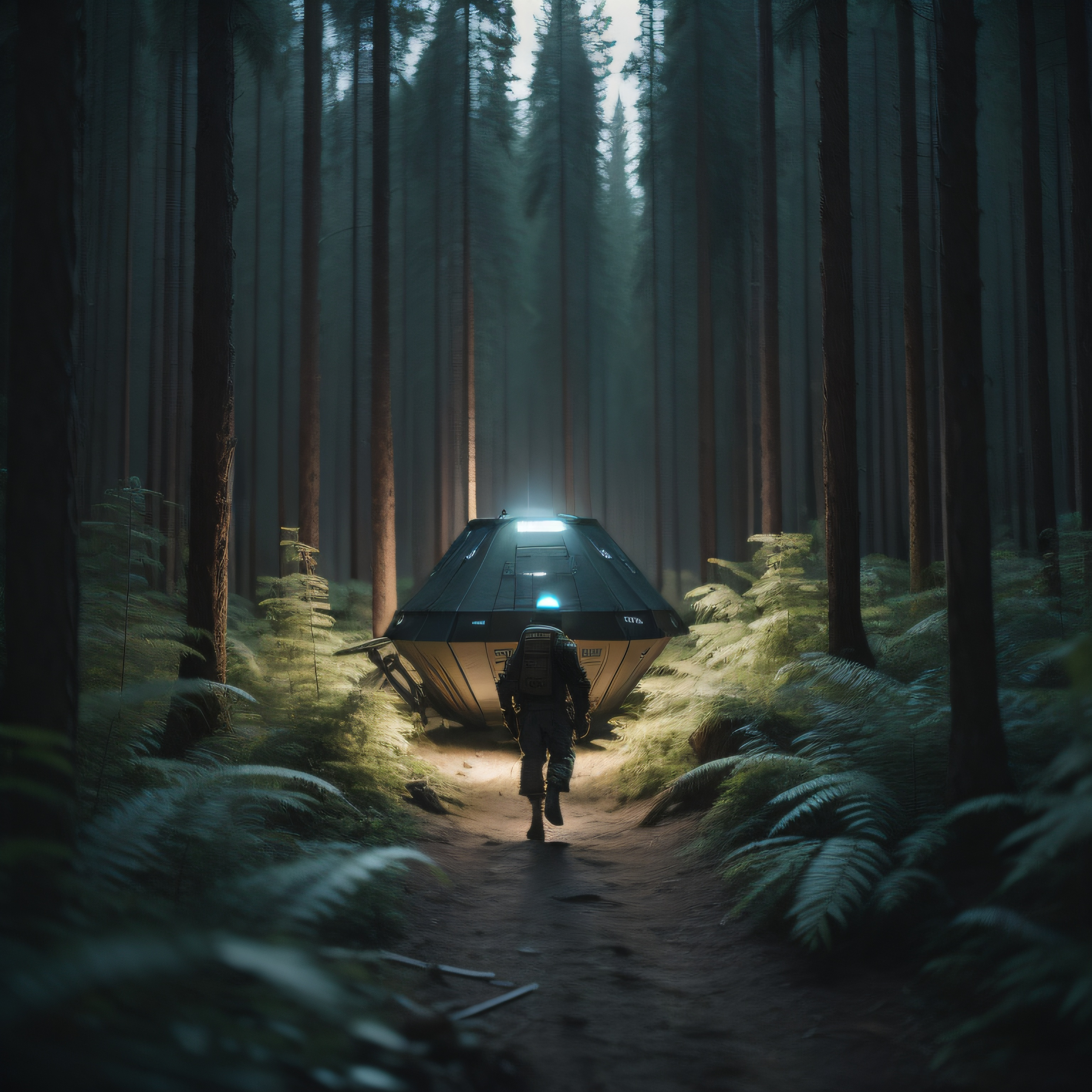
IA-illustration de l'incident de Rendlesham.

#### L'incident de Rendlesham (1980)
En 2003, la BBC publie le témoignage du garde de sécurité Kevin Condé qui explique avoir fait une blague avec un collègue aux autres membres du service de sécurité. Il explique qu'il ne s'agissait pas d'un ovni mais d'une Plymouth Volare 1979 dont les feux de patrouille ont illuminé les bois et qu'il a utilisé son haut-parleur pour rendre les animaux « agités »,,.

#### La photo de la lande d'Ilkley (1987)
Il s'agit d'une photo d'humanoïde censée être prise en Angleterre le 1er décembre 1987 sur la lande d'Ilkley (Ilkley Moor)  dans le Yorkshire de l'Ouest. Cette photo fut à l'origine d'une enquête du NUFON et du MUFORA avant d'être publiée dans la revue britannique Magonia. Ce fut le quotidien britannique The Daily Star qui, dans son édition du 2 juillet 1989, révéla le pot-aux-roses : l'humanoïde était en fait un agent d'assurances photographié à son insu, alors qu'il rendait visite à des clients isolés et devait pour ce faire traverser la lande.

#### La photo de Petit-Rechain (1990)
La photo de Petit-Rechain est probablement la fausse photo d'ovni la plus célèbre. Elle engendra des débats passionnés. Quelques experts ne tombèrent pas dans le panneau et envisagèrent un faux. L'histoire, racontée par un photographe professionnel, d'un témoin qui prend une photo au téléobjectif en pose B et assure n'avoir pas bougé, présente de nombreuses incohérences. On peut croire que le photographe se moque des « experts » à qui il remet la photo. L'ufologue Amanda Nuwanda écrit : « tout sent le faux dans ce cliché. Un témoin qui prend deux photos et s'empresse de jeter la deuxième, comme si cette deuxième photo pouvait révéler des traces de trucage ». Le 27 juillet 2011, le photographe ayant saisi le cliché admet avoir fait un faux.

#### L'affaire de Morristown (2009)

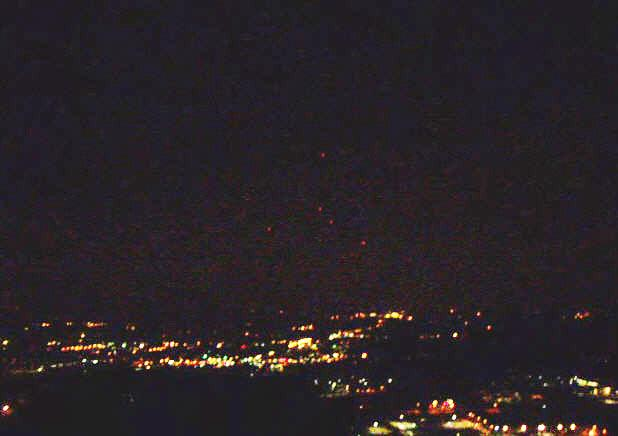
L'affaire de Morristown.

L'affaire de Morristown, connue sous le nom de « grand canular ovni de 2009 »,, fut, à l'origine, un évènement aérien non identifié qui se produisit le lundi 5 janvier 2009 entre 20 h 15 et 21 h. Cinq lumières, attachées à des ballons d'hélium lâchés par Joe Rudy et Chris Russo, furent aperçues dans le ciel au-dessus du Morris County dans le New Jersey, principalement dans les villes de Hanovre, Morristown, Morris Plains, Madison et Florham Park. L'évènement était en fait un canular, dévoilé par ses auteurs dans un article intitulé « Comment nous avons monté le canular de l'ovni de Morristown ».

### Canulars pour lesquels une analyse montre qu'il s'agit d'un faux

#### L'affaire de l'engin détecteur de pétrole (1950)
En 1950, Frank Scully écrit un ouvrage à sensation Behind the Flying Saucers, dans lequel il affirme que d'après d'éminents scientifiques, qu'il ne nomme pas, des soucoupes volantes se sont écrasées au sol. Le journaliste Donald Keyhoe analyse cette affaire et conclut au canular. Après enquête fouillée, J. P. Kahn révèle que les deux fameux scientifiques étaient en réalité deux escrocs notoires, déjà condamnés, Newton et Gebauer. Ces deux escrocs racontent l'histoire d'une soucoupe prétendument écrasée près d'Aztec au Nouveau-Mexique en mars 1948. Les seize « extraterrestres » retrouvés morts auraient été récupérés puis transportés ailleurs par l'U.S. Air Force. Et leur technologie aurait permis la fabrication d'un engin « détecteur de pétrole ».

#### Le cas de Nort-sur-Erdre (1988)
À Nort-sur-Erdre, un jeune adolescent a voulu faire passer le bruit d'un radar trans horizon pour celui d'un engin extraterrestre. L'analyse montra que l'enregistrement n'avait rien d'exceptionnel.

#### Le faux extraterrestre de Roswell

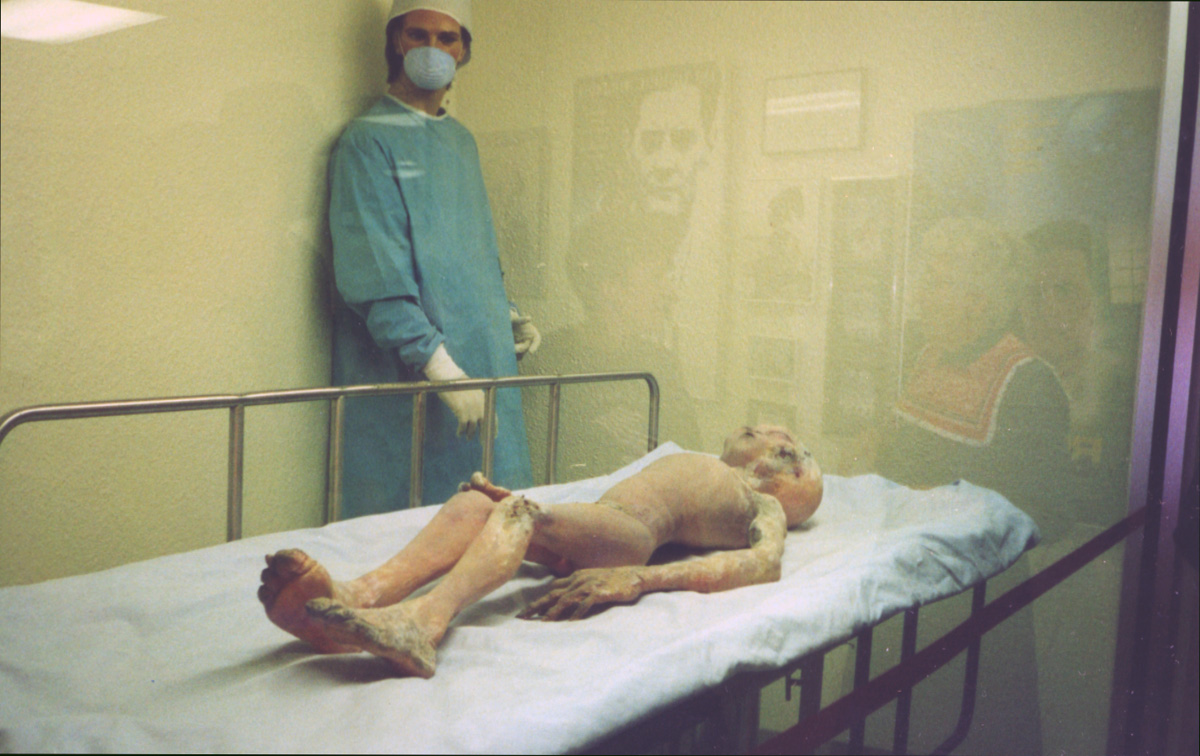
Autopsie d'un extraterrestre, au Roswell UFO Museum (États-Unis).

Le sociologue Pierre Lagrange s'exprime ainsi dans Science et Vie : « Un manipulateur mercantile, Ray Santilli, a décidé d'exploiter la crédulité du public. Il relance une vieille affaire d'ovnis, le crash de Roswell, en vendant un film à sensation. Les médias apportent leur caution. Et pourtant aucun élément de cette affaire n'a résisté à notre enquête ».

## Canulars possibles

### L'affaire de Socorro (1964)
Selon l'enquêteur Anthony Bragalia, qui écrit quarante-cinq ans après les faits, la célèbre observation de Socorro, alléguée par le lieutenant de police Lonnie Zamora, est un canular. Il se fonde sur les dires d'un ancien président de faculté, pour lequel l'observation ne serait qu'une blague de potaches assez élaborée. Anthony Bragalia fait état de la lettre que Linus Pauling, intéressé par l'affaire, avait envoyée le 19 juin 1968 à son collègue et ami, le Dr Stirling Colgate, président de l'Institute of Mining and Technology à Socorro, demandant à ce dernier s'il avait des informations sur l'incident : « Do you know Police Sergeant Zamora, of Socorro, who reported seeing a flying saucer on the ground on 24 April 1964 ? Sergeant Sam Chavez ? What is the IMIMT feeling about this incident ? ». Colgate lui avait répondu sur la lettre : « I have good indication of student who engineered hoax. Student has left. Cheers, Stirling. ».
Les affirmations de Bragalia sont en contradiction flagrante avec l'enquête officielle du projet Blue Book, alors dirigée par le major Hector Quintanilla, comme avec les positions des ufologues scientifiques Allen Hynek et Jacques Vallée. Tous trois affirment la crédibilité du témoin principal Lonnie Zamora, policier ayant agi dans l'exercice de ses fonctions,. Selon Quintanilla, « There is no doubt that Lonnie Zamora saw an object which left quite an impression on him. There is also no question about Zamora's reliability. He is a serious police officer, a pillar of his church, and a man well versed in recognizing airborne vehicles in his area. He is puzzled by what he saw, and frankly, so are we. ».

### La rencontre de Valensole (1965)
La rencontre de Valensole est, dans la terminologie des ufologues, un célèbre cas français de rencontre du 3e type, où, en 1965, un cultivateur provençal, Maurice Masse, affirma avoir observé un engin du type soucoupe volante posé au sol et deux passagers humanoïdes.
L'ufologue et collectionneur de bandes dessinées Raoul Robé a émis l'hypothèse que le récit de Maurice Masse avait été inspiré par une histoire, « Passagers de soucoupes volantes », publiée en 1950 dans l'illustré À travers le monde. Republiée en 1960, cette histoire présente des points communs avec le récit de Masse : Provence comme cadre, atterrissage d'une soucoupe volante, petits extraterrestres, rayon paralysant. Pour le psychologue Gilles Fernandez, ce scénario est improbable (mais non pas impossible) car il y a peu de similitudes et trop de différences entre « Passagers de soucoupes volantes » et le récit de Maurice Masse.

### L'affaire de Trans-en-Provence (1981)
Dans les conclusions du rapport du GEPAN, il est noté qu'« Il a été toutefois possible de montrer qualitativement l'occurrence d'un évènement de grande ampleur ayant entraîné des déformations mécaniques, un échauffement, et peut être certains apports de matériaux en trace. Les interprétations possibles (choc, frottement…) restent cependant trop diverses et vagues pour que l'on puisse considérer qu'elles fournissent une confirmation définitive des narrations du témoin. ».
Dans leur ouvrage Les ovnis du CNES – 30 ans d’études officielles, David Rossoni, Éric Maillot et Éric Déguillaume, chercheurs de l'Observatoire zététique, contestent les conclusions du GEPAN et ne voient dans les traces au sol que des ripages de pneumatiques et dans certaines déclarations du témoin l'aveu d'un canular.
Michel Figuet évoque ouvertement le canular pour cette affaire. Selon Éric Maillot, Renato Nicolaï lui aurait confié : « Il y a tellement de couillons dans le monde. Un jour, je vous dirai toute la vérité ».